# 唐蟒
唐 蟒（とう もう）は中華民国の軍人。中国同盟会以来の革命派の人士で、国民革命軍にも加わる。後に南京国民政府（汪兆銘政権）の要人となった。字は圭良。父は唐才常である。

## 事跡
1900年（光緒26年）、父が蜂起を図って逮捕、処刑されると、唐蟒は日本に逃れた。その後、陸軍士官学校第6期砲兵科を卒業している。辛亥革命直前に中国同盟会に加入し、湖南省で活動した。
中華民国成立後は、岳州鎮守使、湖南都督府参謀長、湖南陸軍第1混成旅旅長などを歴任した。1913年（民国2年）、二次革命（第二革命）に革命派として参加したが、敗北し、日本に亡命している。1915年（民国4年）12月からの護国戦争では、両広を往来して反袁世凱活動に従事した。また、湖南省に戻って、湖南都督湯薌銘に工作を仕掛け、これを反袁独立させることに貢献している。
その後、湖南の軍指揮官である程潜に属した。1927年（民国16年）には、程が率いる国民革命軍第6軍の参謀長となっている。1932年（民国20年）6月、軍事参議院参議となった。翌年、行政院駐北平政務整理委員会顧問に任命されている。
1940年（民国29年）3月、汪兆銘が南京国民政府を樹立すると、唐蟒はこれに参加する。国民政府参軍処参軍長兼軍事委員会委員に任命された。同年5月、和平建国軍第3集団軍総司令となる。参軍長には1945年（民国34年）2月まで在任した。軍事委員会委員には、汪兆銘政権崩壊時まで在任していたと見られる。
日本敗北後、漢奸として逮捕、収監されたが、まもなく釈放されている。後に香港に逃れ、以後ここに定住した。
1968年、死去。享年83。